# Toklu-Dede-Moschee

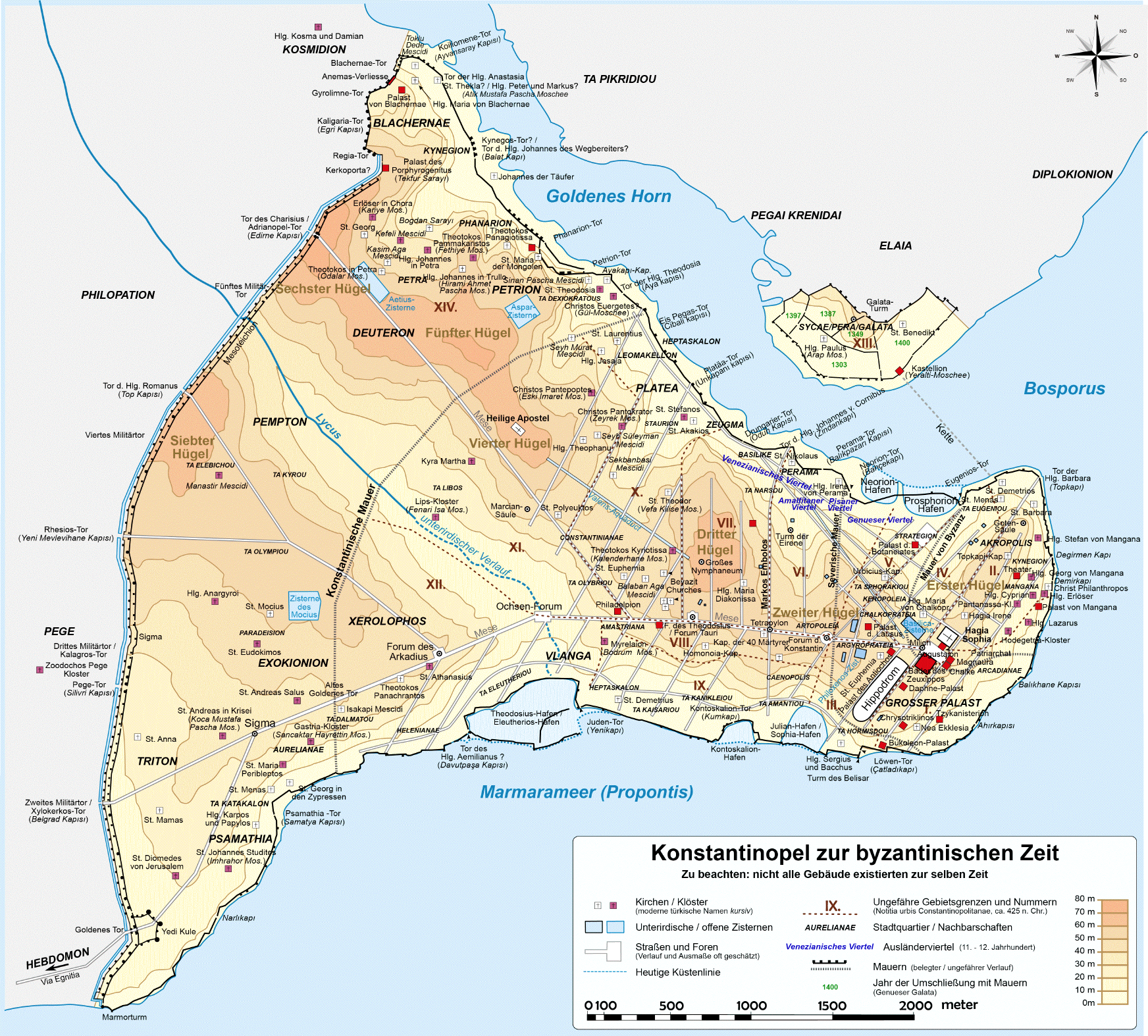
Karte von Konstantinopel. Die Toklu-Dede-Moschee liegt im Nordosten der Stadt

Die Toklu-Dede-Moschee (türkisch Toklu Dede Mescidi) war eine byzantinische Kirche, die während des Osmanischen Reiches zur Moschee umgebaut wurde. Im Jahr 1929 wurde das Bauwerk weitgehend zerstört. Lediglich die Südwand blieb mit einigen Fresken erhalten.

## Lage
Die Moschee liegt im Stadtviertel Ayvansaray im Istanbuler Stadtbezirk Fatih. Der einzige erhaltenen Rest des Gebäudes, die südliche Mauer, ist heute Teil eines modernen Hauses in der Toklu İbrahim Dede Sokak. Das Gebäude lag innerhalb der Theodosianischen Mauer am Goldenen Horn nur wenige Meter entfernt von der einstigen See- und der Blachernen-Mauer. Es wurde am Fuß des nördlichen Hanges des sechsten Hügels von Konstantinopel im Stadtviertel ta Karianou errichtet, das zum Stadtteil Blachernai gehörte.

## Geschichte

### Byzantinische Zeit
Die Ursprünge der Kirche liegen im Dunkeln. Das schmale Bauwerk lag innerhalb der Heraclius-Mauer weniger als 100 Meter westlich des inzwischen zerstörten Tores von Küçük Ayvansaray (Koiliomene-Tor) und östlich des Blachernai-Tores. Die Kirche wurde gemeinsam mit der nahen Atik-Mustafa-Pascha-Moschee der Kirche St. Thekla des Blachernen-Palasts gleichgesetzt (griechisch Άγία Θέκλα τοῦ Παλατίου τῶν Βλαχερνών, Hagia Thekla tou Palatiou tōn Vlakhernōn). Da das Gebäude dafür aber zu weit entfernt vom Palast liegt, hat man diese Zuschreibung, die alleine aufgrund der Namensähnlichkeit erfolgte, inzwischen verworfen. Nach dem Kunsthistoriker Semavi Eyice könnte das Gebäude aber auch die Kirche St. Priskos und ASt. Nikolaos gewesen sein, die im 6. Jahrhundert gegründet worden war.
Zu Beginn des 14. Jahrhunderts wurde das Gebäude in der Zeit der Palaiologen-Dynastie architektonisch leicht verändert und die Fresken im Inneren erneuert.

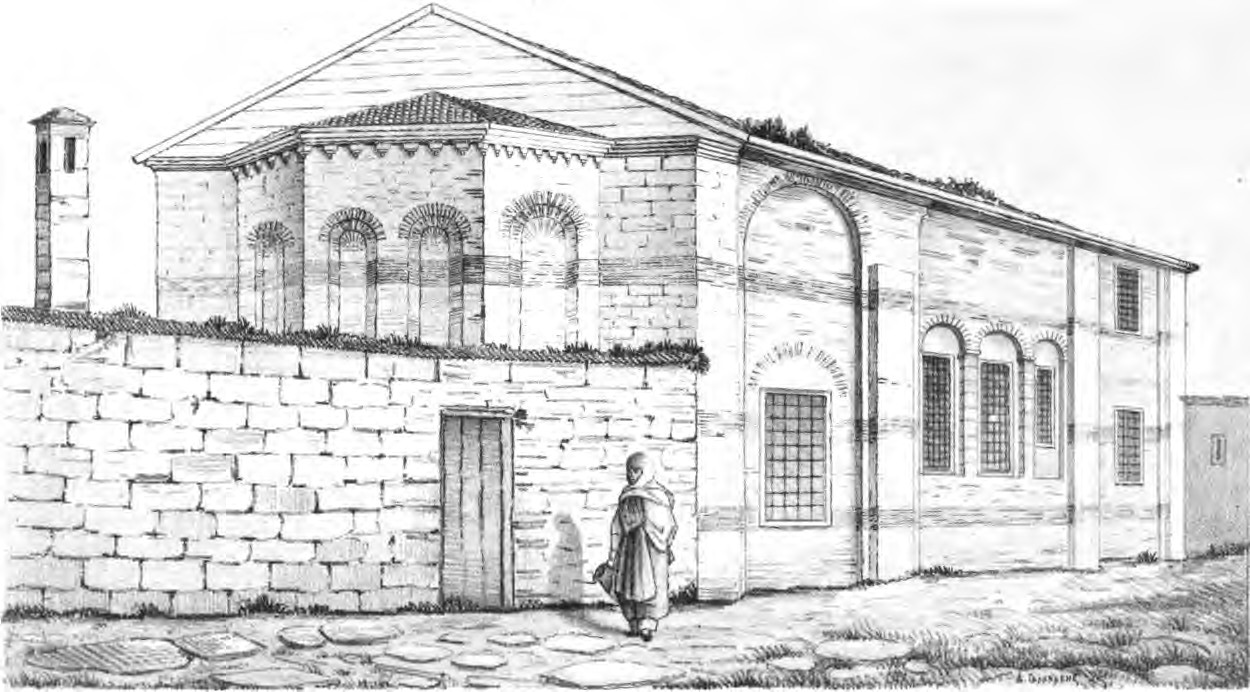
Die Moschee in einer Zeichnung von A. G. Paspates (1877)

### Osmanische Zeit
Nach der Eroberung Konstantinopels durch die Osmanen 1453 wurde die Kirche Ende des 15. oder Anfang des 16. Jahrhunderts von Toklu İbrahim Dede, einem ehemaligen Offizier von Mehmed II. und Aufseher am Grab des Gefährten Mohammeds Ebû Șeybet ül Hudrî, zur Moschee umgebaut.

### Aktuell
Im Jahr 1929 zerstörte der damalige Besitzer das Gebäude nahezu vollständig. Nur die Südmauer und die Apsis blieben erhalten. Die ersten archäologischen Arbeiten fanden im Jahr 1954 statt. Dabei wurden die erhaltenen Fresken konserviert. Heute ist nur die Südmauer erhalten, sie ist allerdings Teil eines modernen Gebäudes.

## Beschreibung
Stilistisch lässt sich das Gebäude der Komnenen-Zeit (Mitte oder zweite Hälfte des 11. Jahrhunderts) zuordnen. Das Bauwerk hatte einen langrechteckigen Grundriss mit einer Länge von 14,2 Metern und einer Breite von 6,7 Metern. Das Kirchenschiff wurde von einem Tonnengewölbe überspannt und von einer Kuppel mit einem Durchmesser von vier Metern gekrönt. Die Kuppel wurde von Bögen auf eckigen Pfeilern getragen. Dem Kirchenschiff vorgelagert war ein Esonarthex. Im Osten schloss sich an das Schiff ein Bema mit einer polygonalen Apsis an, die außen und innen mit Nischen geschmückt war. Der Grundriss des Gebäudes ist demjenigen der Chora-Kirche in kleinerem Maßstab nachempfunden. Das Mauerwerk der Kirche bestand aus Reihen von weißen Werksteinen und roten Ziegelsteinen, wodurch eine Bänderung entstand. Die äußere Wand wurde von halbrunden Säulen und Lisenen  mit Bögen strukturiert. Die Kirche war mit Fresken aus dem 14. Jahrhundert bemalt. Erhalten waren Porträts der Heiligen Eleutherios, Aberkios, Polykarp von Smyrna, Spyridon, Prokopios und Nicetas von Remesiana. Einige der Bilder waren von Medaillons gerahmt. Das Tonnengewölbe über dem Altar zeigte ein Fresko mit der Weihnachtsgeschichte.